# Salle (Baumeister)
Salle war eine in Deutschland tätige Baumeisterfamilie aus Graubünden (Schweiz).

## Familie Salle
Es handelt sich um eine weitverzweigte Baumeisterfamilie aus Roveredo im Misox-Tal des italienischsprachigen Kantons Graubünden der Schweiz, deren männliche Mitglieder zumeist in jungen Jahren ins Ausland zogen, um dort zu lernen, zu arbeiten und zu leben, da aufgrund des Bevölkerungszuwachses bei weitem nicht mehr alle in der Heimat ihr Auskommen fanden. Sie bevorzugten die süddeutschen weltlichen und geistlichen Fürstentümer und Grafschaften. Der Zeitraum der Migrationswelle umfasst das 16. bis 18. Jahrhundert, kunstgeschichtlich die Renaissance- und Barockzeit.
Die genealogischen Zusammenhänge der Familie Salle sind weitgehend unerforscht, Personengleichheiten in untenstehender Liste können nicht ausgeschlossen werden. Variationen bei Vor- und Nachnamen sind in dieser Epoche noch üblich, die Vornamen werden oft eingedeutscht. Salle variiert zu Sale, Sales, Salles, Saal, Sala, Salla, zuweilen kombiniert mit der Vorsilbe „di“ oder „de“ oder „della“ ohne vornehmen oder adeligen Hintergrund. Obwohl Schweizer, werden Familienmitglieder in der Literatur mitunter als Italiener apostrophiert.

## Baumeister
- Andrea Sala, 1561 als „Maestro“ erwähnt, unbekannte Bautätigkeit
- Andrea Sala, 1616–1623 erwähnt, Bautätigkeit als „Maestro“/Zimmermeister in Grono und Roveredo
- Antonio Sala, 1699–1722 erwähnt, Baumeister in Mähren, teilweise in Abhängigkeit vom Architekten Domenico Martinelli
- Antonio Salla, Baumeister im Dienste von Gabriel de Gabrieli, 1691 Verehelichung mit Caterina de Gabrieli
- Domenico Maria Salle, 1727–1808, Bautätigkeit im Hochstift Eichstätt, 1765 Heirat in Eichstätt bzw. Mörsach
- Bartolomeo Sala, 1716–1722 als Architekt im Rheinland (Alpen bei Wesel, Dinslaken) erwähnt
- Domenico Sala, 1554/1565 erwähnt, unbekannte Bautätigkeit als „Maestro“
- Domenico Sala, 1689–1692 Bautätigkeit in Roveredo GR (Pfarrkirche)
- Domenico Sala, 1698/1700 Bautätigkeit in Roveredo (Mad. del Ponte Chiuso)
- Dominicus de Salles, Bautätigkeit in Rastatt, Markgrafentum Baden-Baden, verheiratet mit Johanna Richelote, 1700 und 1702 Geburt von Töchtern
- Dominikus Salle und Johann Joseph Salle, 1722 unter Gabriel de Gabrieli Bau der Walburgis-Kirche in Mitteleschenbach, Dominikus während des Baus † 14. Juli 1722
- Franz de Sale, Bautätigkeit in Rastatt, Markgrafentum Baden-Baden (1698 Geburt eines Sohnes Dominicus in Rastatt)
- Filippo Salle, 1677 als Stuckateur in Celle erwähnt
- Giovanni Battista Sala, † nach 1621 in Berlin, Festungsarchitekt und Kirchenbauer in Berlin und Spandau, 1621 Umbauten am Berliner Stadtschloss
- (Giovanni Giuseppe Salle, Vater von Domenico Maria Salle, am Stuttgarter Hof Zeremonienmeister)
- Iulio (?) Sala, 1665–1680 erwähnt, „Maestro“ in Celle (Herzogsschloss), Zusammenarbeit mit Pietro Riva
- Laurentius Sales, * 5. September 1727, † 1766 in Petro Varadini/Peterwardein (Ungarn), unbekannte Bautätigkeit
- Lorenzo Sala alias Lorenzo de Sale, Bautätigkeit 1700–1717 in Rastatt, Markgrafentum Baden-Baden
- Johann Dominikus Sale, 1718 „Mauersgesell“ in Ansbach
- Lorenzo Salle, Bautätigkeit 1709/1710 unter Gabriel de Gabrieli in Eckersmühlen und Thalmässing, Markgrafentum Brandenburg-Ansbach
- Petro de la Sala, 1565 erwähnt, unbekannte Bautätigkeit als „Maestro“